# Ricardo Catalá
Ricardo Catalá Salgado Junior (São Paulo, 28 de abril de 1982) é um treinador de futebol brasileiro. Atualmente comanda o São Bernardo.

## Carreira
Nascido em São Paulo, de origem catalã, Ricardo Catalá é formado em educação física, psicologia esportiva e possui pós-graduação em gestão no esporte pela Universidade de Barcelona. Com base no futsal, o treinador partiu para a Europa em busca de conhecimento. Por lá, estagiou em clubes como Barcelona, Real Zaragoza e Espanyol. Além disso, fala outras três línguas: catalão, espanhol e inglês. E foi na Europa que Ricardo Catalá trouxe ao Brasil o que classifica de "literatura do futebol". Além dos times fora do país, o treinador passou por um período de estágio no São Paulo e no Corinthians.

### CE Europa e Sub-17 do Audax
O primeiro cargo de Catalá foi no time juvenil do CE Europa em 2005. Ele deixou o clube em 2007 e foi para o Audax no ano seguinte, sendo nomeado responsável pelo time Sub-17.

### Red Bull Brasil
No dia 13 de novembro de 2013, Catalá juntou-se à equipe de Maurício Barbieri como assistente no Red Bull Brasil.
Em 11 de outubro de 2017, ele foi nomeado substituto para a campanha que se seguiu, mas foi demitido em setembro de 2018, após uma série de maus resultados.

### Mirassol
No dia 23 de abril de 2019, Catalá foi contratado para o comando do Mirassol. Em 6 de novembro, após chegar às semifinais da Copa Paulista (a melhor posição do clube no torneio), ele renovou seu contrato por mais um ano. Catalá levou o Mirassol às semifinais do Paulistão de 2020, apesar de perder 18 jogadores do time titular devido a pandemia de COVID-19, derrotando o São Paulo nas quartas-de-final, mas foi derrotado nas semifinais para o Corinthians.

### Guarani
Em 29 de agosto de 2020, ele substituiu o demitido Thiago Carpini no comando do Guarani. Não durou muito tempo até que fosse demitido do mesmo clube em 7 de outubro do mesmo ano, após maus resultados.

### São Bernardo
Catalá assumiu o comando do Tigre do ABC em 29 de dezembro de 2020. O clube estava sem técnico após perder seu técnico Marcelo Veiga que faleceu em decorrência da COVID-19. O treinador e seu auxiliar Fabiano Eller chegam ao clube aurinegro pra buscar com tudo o acesso de volta à Série A1 do Campeonato Paulista, conquistando a Série A2 do Campeonato Paulista de 2021, sobre o Água Santa.

### Operário-PR
No dia 1 de outubro de 2021, foi anunciado no Operário-PR.

### Retorno ao Mirassol
Em 20 de março de 2022, Catalá foi contratado novamente para comandar o Mirassol.
Pouco tempo depois, conquistou o acesso inédito a Série B do Campeonato Brasileiro, contra a Aparecidense. Semanas depois, conquistou o título da Série C, diante do ABC.
Em maio de 2023, após a derrota por 2x0 em casa, para o Novorizontino, Catalá foi demitido do comando do Mirassol. Assim, terminou a sequência de 13 anos sem o clube ter demitido algum técnico. O último técnico a conseguir o feito de ser demitido foi Pintado, em 2010.

### Remo
No dia 25 de maio de 2023, Catalá foi contratado pelo Remo para comandar o clube na Série C. O treinador foi demitido em 28 de fevereiro de 2024, após um mau início no Campeonato Paraense.

## Títulos
São Bernardo
- Campeonato Paulista - Série A2: 2021

Mirassol
- Campeonato Brasileiro - Série C: 2022[21]

### Prêmios individuais
- Seleção do Campeonato Paulista: 2020 (Dividido com Vanderlei Luxemburgo)[22]